# ヴィクトール・フランクル
ヴィクトール・エミール・フランクル（ドイツ語: Viktor Emil Frankl, 1905年3月26日 - 1997年9月2日）は、オーストリアの精神科医、心理学者、ホロコースト生還者。著作は多数あり日本語訳も多く重版されており、代表作は『夜と霧』。患者が自ら生きる意味を見出す手助けを施すことにより、精神障害を克服する心理療法「実存分析」（のちにルートヴィヒ・ビンスワンガーによりロゴセラピーと改められる）を提唱した。

## 来歴
1905年にウィーンに生まれる。ウィーン大学在学中よりアドラー、フロイトに師事し、精神医学を学ぶ。
ウィーン大学医学部精神科教授、ウィーン市立病院神経科部長を兼任。「第三ウィーン学派」として、独自の「実存分析」を唱え、ドイツ語圏にて広く知られた。フランクルの理論にはマックス・シェーラーの影響が濃く、マルティン・ハイデッガーの体系を汲む。精神科医として有名であるが、脳外科医としての腕前も一級であった。

### ナチス・ドイツによる強制収容所収監
1933年から、ウィーンの精神病院で女性の自殺患者部門の責任者を務めていたが、ナチスによる1938年のドイツのオーストリア併合で、ユダヤ人がドイツ人を治療することが禁じられ、任を解かれた。1941年12月に結婚したが、その9ヶ月後に家族と共に強制収容所のテレージエンシュタットに収容され、父はここで死亡し、母と妻は別の収容所に移されて死亡した。フランクルは1944年10月にアウシュビッツに送られたが、3日後にテュルクハイムに移送され、1945年4月にアメリカ軍により解放された。
後に、アウシュビッツにおける体験記を執筆。日本では1956年に『夜と霧』として出版された。
その後1946年にウィーンの神経科病院に呼ばれ、1971年まで勤務した。1947年にエレオノール・キャサリン・シュヴィンと再婚している。50年以上に渡り、仲睦まじい夫婦であっただけでなく、彼女はフランクルの学問的な協力者でもあった。その辺の事情は、『それでも人生にイエスと言う』に詳しい。

## 著作（日本語訳）
- 『夜と霧』 霜山徳爾訳（初版1956年）／池田香代子訳（新訳版 2002年）、みすず書房
- 『死と愛』 霜山徳爾訳（みすず書房、初版1957年、改版2019年）、ISBN 4622087944、
- 『時代精神の病理学』 宮本忠雄訳 - ※以下も新版、みすず書房〈フランクル・セレクション〉、2002年。新装版2016年 ISBN 4622085372
- 『精神医学的人間像』 宮本忠雄、小田晋訳　ISBN 4622080028
- 『識られざる神』 佐野利勝、木村敏訳　ISBN 4622085380
- 『神経症Ⅰ』 宮本忠雄、小田晋訳 - 単行新版 全1巻。ISBN 4622085399
- 『神経症Ⅱ』 霜山徳爾訳 - 各・旧版は「フランクル著作集」（全7巻、1960年代）

※以下9冊は各・春秋社、1993年～2011年
- 『それでも人生にイエスと言う』 山田邦男・松田美佳訳　ISBN 4393363604 -
- 『宿命を超えて、自己を越えて』 F・クロイツァーとの対話／山田邦男・松田美佳訳 ISBN 4393364163
- 『「生きる意味」を求めて』 諸富祥彦監訳、上嶋洋一・松岡世利子訳 ISBN 4393364198
- 『制約されざる人間』 山田邦男監訳 ISBN 439336418X
- 『意味への意思』 山田邦男監訳 ISBN 4393364201
- 『意味による癒し　ロゴセラピー』 山田邦男監訳 ISBN 4393364694
- 『苦悩する人間』 山田邦男、松田美佳訳 ISBN 4393364732
- 『フランクル回想録　20世紀を生きて』 山田邦男訳、新装版2024年 ISBN 4393365798 （証言による回想記）
- 『人間とは何か　実存的精神療法』 山田邦男監訳、岡本哲雄・雨宮徹・今井伸和訳 - 原書は「死と愛」増補改訂版、ISBN 4393365100
- 『フランクル初期論集 1923-1942』ミネルヴァ書房、2025年 ISBN 4623098605

ガブリエレ・ヴェゼリー＝フランクル編、諸富祥彦・広岡義之監訳
- 『絶望から希望を導くために　ロゴセラピーの思想と実践』 広岡義之訳、青土社、2015年 ISBN 4791768833
- 『虚無感について　心理学と哲学への挑戦』 広岡義之訳、青土社、2015年、新装版2023年 ISBN 4791775791
- 『精神療法における意味の問題　ロゴセラピー魂の癒し』 赤坂桃子訳（寺田浩・治子監訳）、北大路書房、2016年
- 『夜と霧の明け渡る日に　未発表書簡、草稿、講演』 赤坂桃子訳、新教出版社、2019年 ISBN 4400310892
- 『ロゴセラピーのエッセンス　18の基本概念』 赤坂桃子訳、新教出版社、2016年 ISBN 4400310809
- 『もうひとつの〈夜と霧〉　ビルケンヴァルトの共時空間』 広岡義之編訳、林嵜伸二訳、ミネルヴァ書房、2017年。諸富祥彦解説、創作劇
- 『生きがい喪失の悩み　現代の精神療法』 中村友太郎訳、エンデルレ書店、1982年／講談社学術文庫（改訂版）、2014年。講演集、巻末に詳細な書誌
- 『意味への意志　ロゴセラピイの基礎と適用』 大沢博訳、ブレーン出版、1979年。※以下は旧訳版
- 『現代人の病　心理療法と実存哲学』 高島博・長沢順治訳、丸善、1980年
- 『苦悩の存在論　ニヒリズムの根本問題』 真行寺功訳、新泉社、新版1998年

## 研究・関連文献
- 『ロゴセラピー 人間への限りない畏敬に基づく心理療法』（草野智洋・徳永繁子訳、赤坂桃子 翻訳協力、新教出版社、2024年）エリーザベト・ルーカス、著者はウィーン大学でフランクルに師事した一番弟子。元南ドイツ・ロゴセラピー研究所長

- 『人生があなたを待っている 夜と霧を越えて』（全2巻、赤坂桃子訳、みすず書房、2006年）

ハドン・クリングバーグ・ジュニア、著者はアメリカの臨床心理学者
- 『人生の意味と神　信仰をめぐる対話』（芝田豊彦・広岡義之訳、新教出版社、2014年）

フランクルとユダヤ教神学者ピンハス・ラピーデとの対話
- 『現代思想 imago　総特集 ヴィクトール・E・フランクル　それでも人生にイエスと言うために』（青土社、2013年3月号）
- 諸富祥彦 『知の教科書　フランクル』（講談社選書メチエ、2016年）
- 諸富祥彦 『フランクル心理学入門　どんな時も人生には意味がある』（コスモスライブラリー、1997年／角川ソフィア文庫、2021年）[注釈 2]
- 諸富祥彦 『生きる意味　ビクトール・フランクル22の言葉』（ベストセラーズ、2010年）
  - 改題『ビクトール・フランクル　絶望の果てに光がある』（ベストセラーズ〈ワニ文庫〉、2013年）
- 諸富祥彦 『フランクル 夜と霧　絶望の果てに光がある』（NHK出版、2013年）。元版はシリーズ「100分de名著ブックス」放送テキスト
- 諸富祥彦訳・解説 『『夜と霧』ビクトール・フランクルの言葉』 （コスモス・ライブラリー、2012年／ベストセラーズ〈ワニ文庫〉、2016年）
- 諸富祥彦 『どんな時も、人生に“YES”と言う　フランクル心理学の絶対的人生肯定法』 （大和出版、1999年）
  - 改題『どんな時も、人生には意味がある　フランクル心理学のメッセージ』（PHP文庫、2006年）
- 山田邦男編 『フランクルを学ぶ人のために』（世界思想社、2002年）
- 山田邦男 『生きる意味への問い―V・E・フランクルをめぐって』（佼成出版社、1999年）
- 山田邦男 『苦しみの中でこそ、あなたは輝く　フランクル人生論』（PHPエディターズ・グループ、2009年）
- 山田邦男 『フランクルとの〈対話〉　苦境を生きる哲学』（春秋社、2013年）
- 斉藤啓一 『フランクルに学ぶ 生きる意味を発見する30章』（日本教文社、2000年）
- 河原理子 『フランクル『夜と霧』への旅』（平凡社、2012年／朝日文庫、2017年）
- 永田勝太郎 『人生はあなたに絶望していない　V・E・フランクル博士から学んだこと』（致知出版社、2017年）
- 広岡義之 『フランクル教育学への招待』（風間書房、2008年）- 大著
- 広岡義之 『フランクル人生論入門』（新教出版社、2014年）
- 宮地正卓 『運命・自由・愛―フランクルの生きる意味随想』（中央法規出版、2002年）
- 岡本哲雄 『フランクルの臨床哲学　ホモ・パティエンスの人間形成論』（春秋社、2022年）- 大著